# تأثير الامتداد
تأثير الامتداد في الاقتصاد، يحدث بسبب شيء آخر يبدو في سياق غير متصل. مثلا الروائح التي تأتي من النباتات هي تأثير امتداد على من يجاور النباتات؛ أو جمال الزهور في حديقة شخص  ما هو تأثير امتداد ايجابي على جيرانه.
وهكذا الامر في المنافع الاقتصادية لزيادة التجارة تأثيرات امتداد لدى الاطراف المختلفة للبلدان المتآلفة مع بلد معين في تجاريا مثل منظمة تعاون جنوب اسيا أو رابطة أمم جنوب شرق آسيا.
في الاقتصاد عندما تفشل بعض الاسواق في التصفية، فإن هذا الفشل يؤثر على سلوك الطلب أو التجهيز للمشاركين المتأثرين في اسواق أخرى، مسببا طلبا فعالا أو تجهيزا فعالا يختلف عن الطلب أو التجهيز الطبيعي. 